# Gottlob Auwärter
Gottlob Auwärter (* 6. Juni 1903 in Möhringen; † 10. August 1993) war ein deutscher Karosseriebauer und Unternehmer.

## Leben
Auwärter entstammte einer alten Wagnerfamilie und wurde als sechstes von neun Kindern des Wagnermeisters Gottlob Auwärter sen. (* 1870, † 1936) im damals noch eigenständigen Möhringen geboren. Nach dem Besuch der Möhringer Volksschule begann er im Alter von vierzehn Jahren eine Wagnerlehre im väterlichen Betrieb. 1920 bestand er die Gesellenprüfung. Am 13. Februar 1922 trat er beim Stuttgarter Karosseriewerk Reutter als Kastenmacher ein und erlernte den Beruf des Karosseriebauers. Während der Rezessionszeit kehrte er 1925 zunächst in den Familienbetrieb zurück. 1927 legte er die Meisterprüfung ab.
Nach einem Konflikt mit seinen Brüdern Wilhelm, Paul und Otto um die Nutzung der zu klein gewordenen Werkstatt machte er sich 1935 selbstständig und gründete auf dem Gelände der früheren Ziegelei Probst in der Vaihinger Straße in Möhringen sein eigenes Unternehmen Gottlob Auwärter jr. Karosseriebau, das zunächst vor allem Omnibus- und Kastenaufbauten und Führerhäuser für Lastwagen-Fahrgestelle produzierte. Daraus entstand nach dem Zweiten Weltkrieg die Gottlob Auwärter Karosserie- und Fahrzeugbau KG. 1953 stellte Auwärter unter dem Namen „Neoplan“ seinen ersten selbsttragenden Omnibus, der nicht mehr auf einem Fahrgestell von anderen Lkw-Herstellern aufgebaut wurde, vor. 1954 startete die Serienproduktion der selbsttragenden Busse mit Motoren verschiedener Hersteller. Sein Sohn Konrad (* 24. August 1940) lernte im elterlichen Betrieb, studierte an der Ingenieurschule für Karosserie- und Fahrzeugbau in Hamburg und bereicherte mit frischen Ideen und Konstruktionen die Firmenproduktion. 1965 zog sich Gottlob Auwärter aus der Unternehmensleitung zurück.
In Stuttgart wurde Gottlob Auwärter und seinem Unternehmen 2008 das Gottlob-Auwärter-Museum gewidmet.

## Auszeichnungen
- Verdienstorden des Landes Baden-Württemberg (1980)[4]
- Großes Verdienstkreuz des Verdienstordens der Bundesrepublik Deutschland (1983)[5]
- Ehrenbürger der Gemeinde Pilsting (1983)